# Specjalny Oddział Gando
Specjalny Oddział Gando (chiń. 間島特設隊, kor. 간도 특설대 = Kando T’ŭksŏltae, jap. かんとうとくせつぶたい = Kanto Tokusetsutai) – jednostka wojskowa Armii Mandżukuo złożona z koreańskich kolaborantów.
Po utworzeniu przez Japończyków marionetkowego państwa Mandżukuo w Mandżurii 18 lutego 1932, w regionie Jiandao (zwanym Gando po koreańsku) leżącym w prowincji Jilin miało miejsce osiedlenie dużej liczby koreańskich emigrantów. W regionie tym działało też wiele antyjapońskich oddziałów partyzanckich, wspieranych przez dużą część ludności. W tej sytuacji, w celu ustabilizowania miejscowej sytuacji, Japończycy 1 grudnia 1938 sformowali spośród swoich kolaborantów Specjalny Oddział Gando. Miał on status samodzielnego oddziału o wielkości batalionu (do 700 osób) w ramach Armii Mandżukuo. Do jego zadań należało zwalczanie partyzantów i innych grup zbrojnych. Żołnierze oddziału zostali przeszkoleni w stosowaniu taktyki antypartyzanckiej. W czasie działań wojskowych wykazywali się dużym okrucieństwem i brutalnością i w ten sposób „oczyścili” większą część obszarów nadgranicznych z partyzantów.
Oddział istniał do sierpnia 1945, kiedy radziecka Armia Czerwona pokonała siły Japonii i Mandżukuo. Wielu kolaborantów zbiegło do Korei Południowej, gdzie w późniejszym czasie weszli w skład nowo formowanej Armii Republiki Korei, dochodząc czasami do wysokich funkcji. Należeli do nich np. Paik Sun-yup (jeden z założycieli armii Korei Południowej, generał), Kim Paek-il (dowódca operacji antypartyzanckich podczas wojny koreańskiej, generał), Shin Hyun-joon i Kim Suk-pum (kolejni dowódcy południowokoreańskiej floty wojennej).